# Inuaq
Inuaq [inuˈɑq] (nach alter Rechtschreibung Inuaĸ) ist eine wüst gefallene grönländische Siedlung im Distrikt Nanortalik in der Kommune Kujalleq.

## Lage
Die Position von Inuaq ist nicht ganz klar. Vermutlich lag der Ort im Süden der Insel Uunartoq 13 km östlich von Alluitsup Paa.

## Geschichte
Inuaq erscheint nicht in der Volkszählung 1845 und muss folglich später besiedelt worden sein. Auch auf einer Karte von 1880 erscheint der Ort nicht. In der Volkszählung 1899 wurden 14 Einwohner gezählt. Auf einer Karte von 1918 fehlt Inuaq wiederum. Vermutlich wurde der Wohnplatz um 1910 aufgegeben.